# Cigare explosif

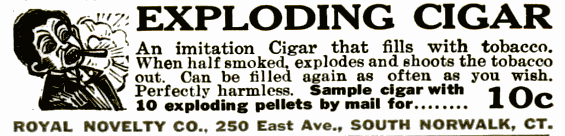
Publicité pour des cigares explosifs dans Popular Mechanics (janvier 1917).

Un cigare explosif est un type de cigare qui explose peu de temps après avoir été allumé. Objet de farces et attrapes, ces cigares sont généralement munis d'une petite charge explosive placée sur la pointe à allumer ou d'un mécanisme non chimique qui se rompt quand le cigare est exposé à la chaleur. Le but de ces cigares est de faire une farce « hostile » à la personne visée. Néanmoins, le risque de blessures involontaires a entraîné un déclin de leur fabrication et de leur vente.

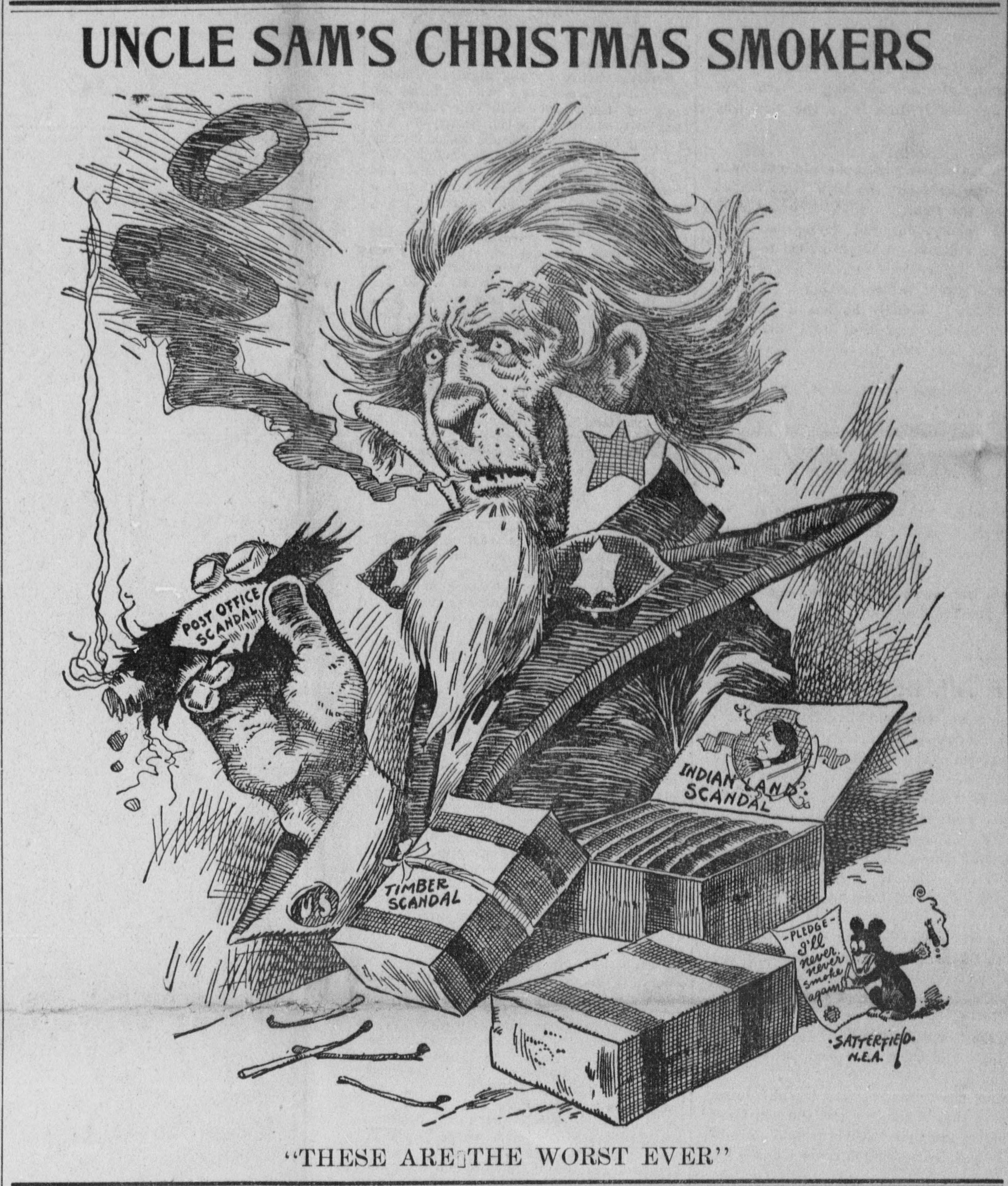
Dessin de presse de 1903 par Bob Satterfield, qui montre Oncle Sam ayant reçu plusieurs boites de cigares explosifs comme cadeau de Noël (allusion à des scandales aux États-Unis d'Amérique à cette époque).

Bien que cela soit plus rare que d'autres objets destinés à faire des farces, l'utilisation de cigare explosif comme moyen de tuer ou d'essayer de tuer une cible réelle a été revendiquée et a été souvent représentée en fiction. Le cas le plus célèbre est un complot supposé préparé par la CIA à la fin des années 1960 pour assassiner Fidel Castro. Les incidents réels connus et non létaux incluent un cigare explosif qui aurait été donné par Ulysses S. Grant à une connaissance et un accrochage entre des officiers de l'armée turque et Ernest Hemingway après qu'il eut fait une farce à l'un d'eux en utilisant un cigare explosif.